# Сущенко, Роман Владимирович

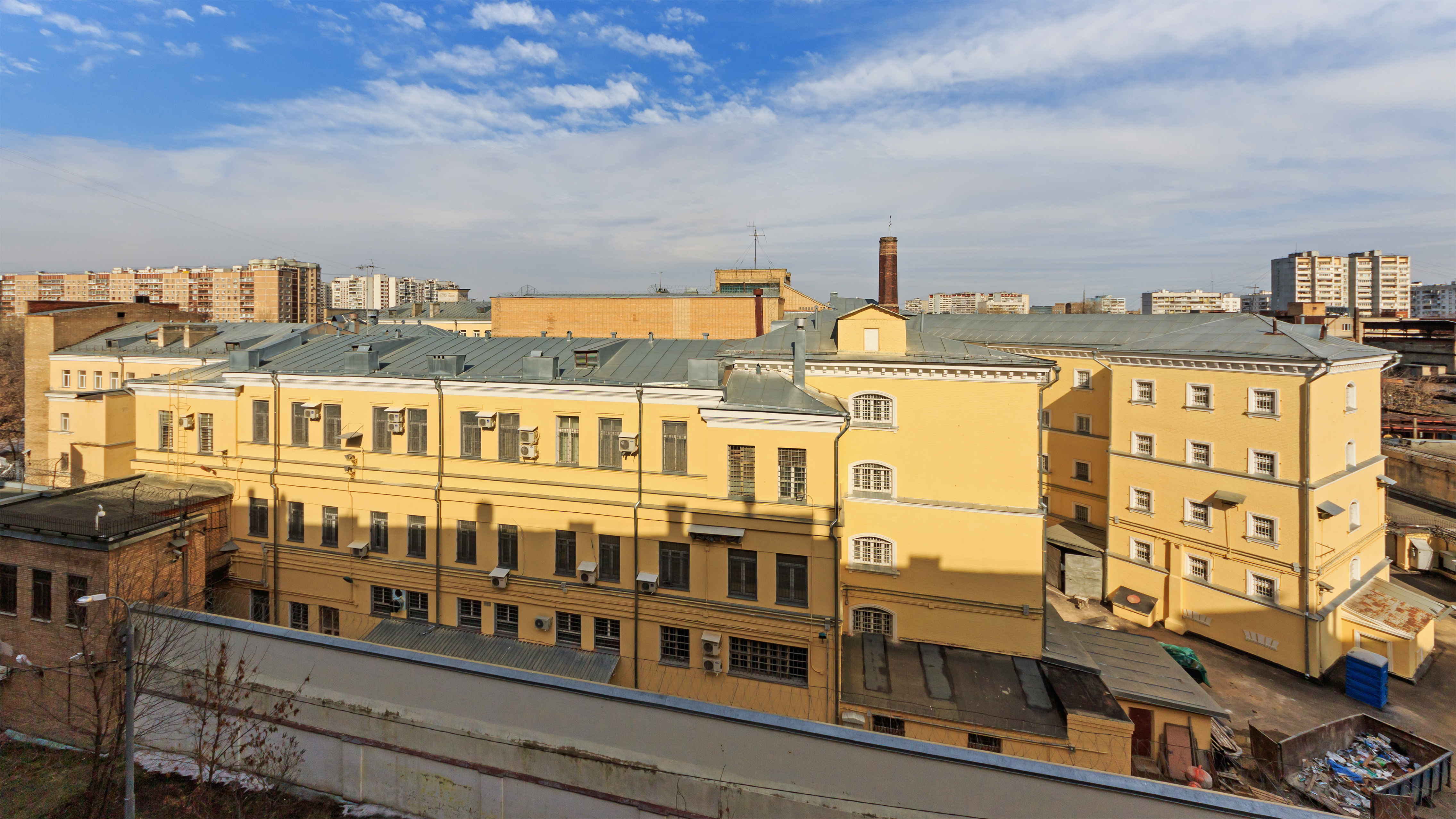
Лефортовский следственный изолятор, где содержался Сущенко

Роман Владимирович Сущенко (укр. Роман Володимирович Сущенко; род. 8 февраля 1969, Черкассы, Украинская ССР) — украинский журналист, корреспондент национального государственного агентства Укринформ. По утверждению ФСБ России — полковник, кадровый сотрудник военной разведки Украины, работавший под журналистским прикрытием.
В 2016 году арестован в России по обвинению в шпионаже, в 2018 году признан виновным и приговорён к 12 годам заключения в колонии строгого режима. В сентябре 2019 года помилован и передан Украине в ходе обмена удерживаемыми лицами.

## Биография
Родился 8 февраля 1969 года в городе Черкассы.
Окончил Киевское высшее танковое инженерное училище.
Также окончил Институт журналистики Киевского национального университета имени Тараса Шевченко.
С 2002 года работает корреспондентом национального государственного агентства Укринформ.
С 2010 года работает корреспондентом Укринформ во Франции.

## Арест в России
Задержан и арестован 30 сентября 2016 года в Москве, куда прибыл, по собственным словам, по семейным делам в отпуск, а по версии ФСБ, для сбора и передачи иностранному государству секретных сведений о деятельности Вооружённых сил и Национальной гвардии России, составляющих государственную тайну. Обвинён по статье 276 Уголовного Кодекса России за шпионаж в пользу Украины. Был заключён в Лефортовский следственный изолятор.
ФСБ России и государственное обвинение в суде назвали Сущенко кадровым сотрудником Главного управления военной разведки Украины. Главное управление разведки Минобороны Украины отрицало этот факт.
4 июня 2018 года Московский городской суд приговорил Сущенко к 12 годам заключения в колонии строгого режима. По данным газеты «Коммерсантъ», журналисту вменяли в том числе попытку выяснить возможность нового наступления на Мариуполь со стороны ДНР. В октябре 2018 года был этапирован в колонию. В сентябре 2019 года был помилован и передан Украине в ходе обмена удерживаемыми лицами; при этом Сущенко запрещено въезжать на территорию России в течение 20 лет.

## Международная реакция
В 2017 году Европарламент принял резолюцию «Политические заключенные в тюрьмах России и ситуация в Крыму». В ней указывалось, что Роман Сущенко и другие украинские граждане «незаконно содержатся» в заключении на территории России. Депутаты Европарламента призвали немедленно освободить этих людей и способствовать их возвращению на родину. С такими же требованиями выступила и Организация по безопасности и сотрудничеству в Европе (ОБСЕ) и Парламентская ассамблея Совета Европы (ПАСЕ). К этим призывам присоединились также Международная и Европейская федерации журналистов. Генеральный секретарь Международной федерации журналистов Энтони Беллэнджер назвал содержание украинского журналиста за решеткой в России «посягательством на свободу СМИ».

## Семья
Жена Анжела. У супругов есть дочь Юлия и сын Максим. Семья проживает во Франции и на Украине.